# Dmitri Gustawowitsch von Fölkersahm

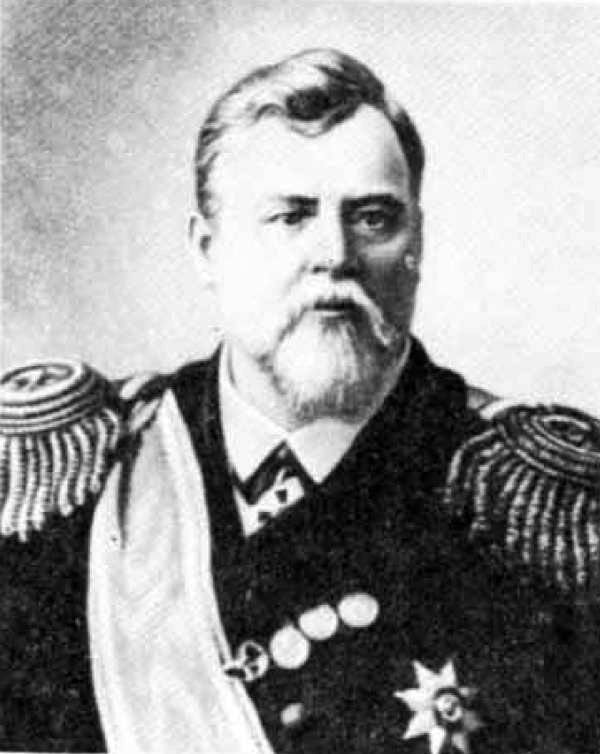
Dmitri Gustawowitsch von Fölkersahm

Dmitri Gustawowitsch von Fölkersahm (russisch Дмитрий Густавович Фон Фёлькерзам; wissenschaftliche Transliteration Dmitrij Gustavovič fon Fël'kerzam, * 29. Apriljul. / 11. Mai 1846greg. in Papenhof, Kreis Grobin, Gouvernement Kurland, (heute: Papes muižā, Rucava novads); † 11. Maijul. / 24. Mai 1905greg. an Bord des Linienschiffs Osljabja) war ein russischer Admiral deutschbaltischer Herkunft.

## Leben
Fölkersahm entstammt dem Adelsgeschlecht der von Fölkersahm.
Fölkersahm beendete 1867 als Jahrgangsbester die Schule der Marinekadetten in St. Petersburg (Морской кадетский корпус). Am 16. April 1867 wurde er zum Seekadetten ernannt. Am 24. Mai 1869 erfolgte die Beförderung zum Fähnrich zur See. Drei Jahre später, im April 1872, wurde Fölkersahm zum Leutnant zur See befördert. Von September 1884 bis September 1887 diente er auf der Fregatte Wladimir Monomach. Am 26. Februar 1885 wurde er zum Kapitän Zweiten Ranges und am 1. Januar 1893 schließlich zum Kapitän Ersten Ranges befördert. Vom 1. Januar 1895 bis zum 12. Oktober 1899 diente er als Kommandant auf dem Linienschiff Imperator Nikolai I. Anschließend führte er bis 1899 ein Ausbildungszentrum der Flotte. Am 6. Dezember 1899 erfolgte die Beförderung zum Konteradmiral.
Vom Februar 1900 war er als Leiter der Kommission für Schiffsartillerie in St. Petersburg tätig. Zwei Jahre darauf wurde er zum Leiter der Artillerieausbildungsabteilung der russischen Ostseeflotte ernannt.
Nach Ausbruch des Russisch-Japanischen Krieges wurde er Mai 1904 zum Kommandeur der zweiten Abteilung des Zweiten Pazifik-Geschwaders berufen, das unter der Führung des Admirals Sinowi Roschestwenski in den Fernen Osten verlegt werden sollte, um dort das bei der Belagerung von Port Arthur eingeschlossene 1. Pazifische Geschwader zu unterstützen.

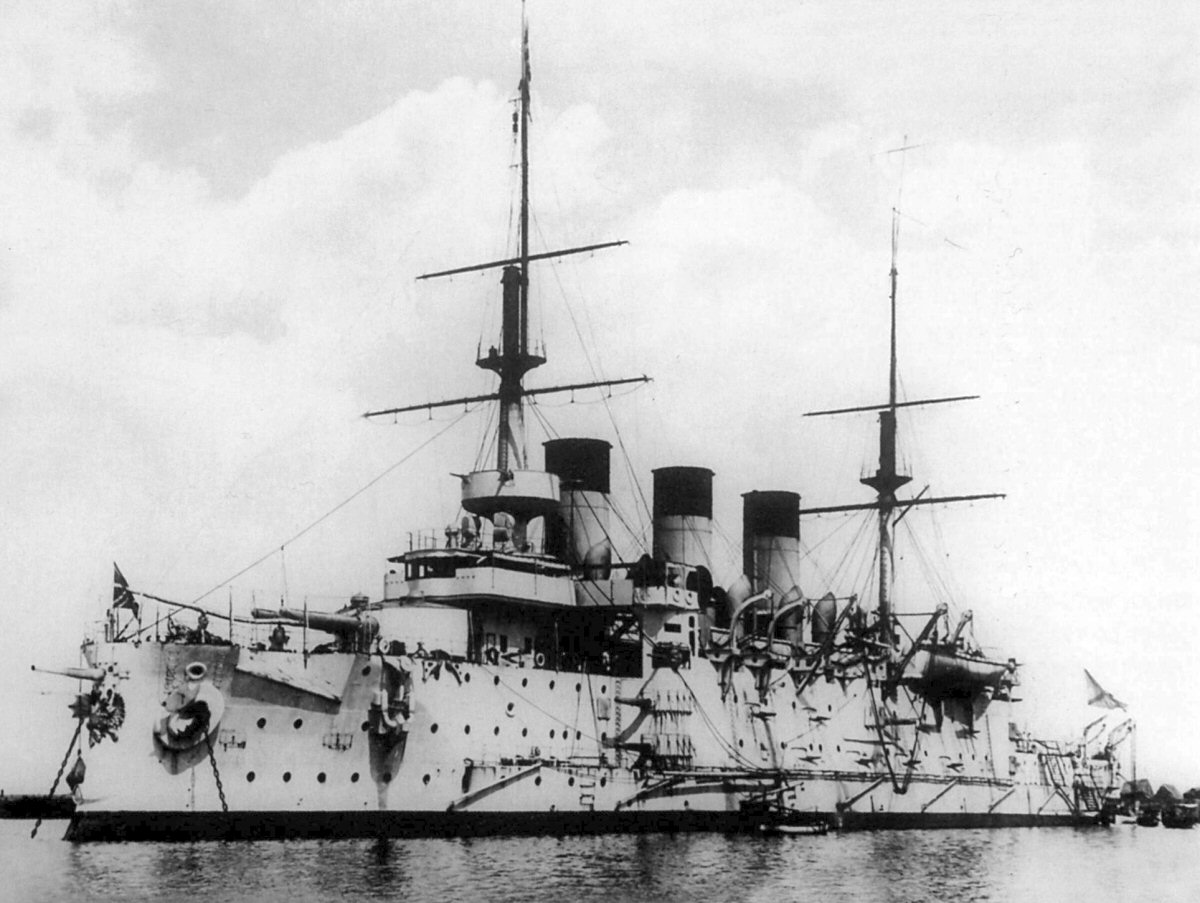
von Fölkersahms Flaggschiff Osljabja

Anfang April 1905 erkrankte Fölkersahm schwer. Kurz vor dem Erreichen des Japanischen Meer verschlechterte sich sein Zustand. Am 24. Mai 1905 verstarb er an Bord seines Flaggschiffs Osljabja. Admiral Roschestwenski wurde darüber durch ein vorab vereinbartes Signal („Auf dem Linienschiff ist der Bootsdavit gebrochen.“) informiert. Admiral Nebogatow, der die 3. Division der Flotte führte, und die anderen Offiziere und Mannschaften wurden jedoch nicht über den Tod Fölkersahms unterrichtet. So wehte zu Beginn der Seeschlacht bei Tsushima nach wie vor Fölkersahms Flagge über dem Schiff. Die Japaner unter Admiral Tōgō konzentrierten ihr Feuer deshalb zunächst auf das vermeintliche Flaggschiff der 2. Division, das schon kurz nach Beginn der Schlacht als erstes russisches Schiff versenkt wurde. Mehr als 500 der 780 Mann starken Besatzung verloren beim Untergang der Osljablja ihr Leben.